# Xylophrurus augustus
Xylophrurus augustus är en stekelart som först beskrevs av Johan Wilhelm Dalman 1823.  Xylophrurus augustus ingår i släktet Xylophrurus och familjen brokparasitsteklar. Arten är reproducerande i Sverige. Inga underarter finns listade i Catalogue of Life.